# Terra Mystica
 (octobre 2020).
Si vous disposez d'ouvrages ou d'articles de référence ou si vous connaissez des sites web de qualité traitant du thème abordé ici, merci de compléter l'article en donnant les références utiles à sa vérifiabilité et en les liant à la section « Notes et références ».
Terra Mystica est un jeu de société créé par Jens Drögemüller et Helge Ostertag en 2012 et édité par Filosofia (France et Québec), Feuerland Spiele (Allemagne) et Z-Man Games (monde anglophone).
Pour 2 à 5 joueurs, à partir de 12 ans pour environ 120 minutes.

## Principe général
Chaque joueur dirige un peuple cherchant à se développer sur Terra Mystica. Les peuples sont attachés à un terrain spécifique (plaine, désert, forêt...) sur lequel ils peuvent se développer en construisant différents types de bâtiments. Parallèlement, les joueurs se développent selon quatre cultes : terre, eau, feu et air.

## Règle du jeu

### But du jeu
Obtenir un score supérieur à celui des autres joueurs à la fin de la partie.

### Matériel
- 1 plateau de jeu
- 1 plateau de culte
- 7 plateaux recto/verso représentant 14 peuples
- 34 pièces en bois dans chacune des 7 couleurs des peuples (maisons, prêtres...)
- 56 tuiles terrain
- 65 travailleurs (cubes en bois)
- 65 jetons de puissance (petits cylindres en bois)
- 10 tuiles villes
- 8 tuiles de score
- 9 cartes bonus
- 28 tuiles ovales de faveur
- des pièces de monnaie (en carton)
- 17 jetons d'action
- 1 jeton de fin de jeu
- 5 jetons "100 points de victoire"
- 5 aides de jeu
- 1 jeton premier joueur

### Mise en place
Le plateau de jeu et celui des cultes sont placés entre les joueurs. Six tuiles de manches sont tirées et ordonnées au hasard et disposées visiblement. Des cartes bonus sont tirées aléatoirement et disposées visiblement (leur nombre varie suivant celui des joueurs).
En fonction du plateau utilisé, des tuiles, des cartes visibles et des choix des joueurs précédents, les joueurs choisissent successivement (ou tirent au sort) un peuple et prennent les pièces en bois de la couleur correspondante.
Suivant un ordre défini, les joueurs placent l'une de leurs maisons sur le plateau de jeu, sur une case compatible avec la couleur associée à leur peuple.
Enfin, il sélectionne chacun une carte bonus dans l'ordre inverse de la sélection des peuples.

### Déroulement
Après la mise en place initiale, le jeu dure 6 manches, représentée chacune par une des tuiles précédemment tirée. Chaque manche est composée de trois phases.
Lors de la première phase, les joueurs reçoivent des revenus : travailleurs, argent, prêtres, points de pouvoir…
Lors de la seconde phase, les joueurs réalisent alternativement une action : construire, améliorer une structure, monter sur la piste des cultes... La construction sur le plateau de jeu nécessite généralement de terraformer la case en dépensant des ouvriers. Les joueurs peuvent également améliorer la capacité navigation de leur peuple, ce qui leur permettra de traverser les cases de mer du plateau de jeu.
Le joueur qui passe son tour rend sa carte bonus, récupère le jeton premier joueur s'il est premier à passer, et choisit une autre carte bonus qui sera active au tour suivant. Lorsque tous les joueurs ont passé et choisi une nouvelle carte bonus, la troisième phase débute.
Lors de la troisième phase les joueurs récupèrent des bonus en fonction de la tuile de score en jeu lors de la manche en cours.

### Fin de partie et vainqueur
Le jeu se termine lorsque tous les joueurs ont passé à l'issue du sixième tour. Aux points acquis lors de la partie, les joueurs ajoutent des points en fonction de leur développement sur chacune des quatre cultes. Par ailleurs le joueur dont le peuple est le plus étendu (constructions adjacentes) marque des points supplémentaires.
Le vainqueur est celui qui a accumulé le plus de points à l'issue de ce décompte.

## Extensions
- Feu et glace, où l'on obtient deux peuples de glaces (qui choisissent leur terrain principal), les Yétis et les Fées des glaces, deux peuples de feu (qui n'ont pas de terrain principal mais terraforment en terrains de feu), les Acolytes et les Dragonniers et deux peuples sans types (qui changent de terrain principal ou en gagnent de nouveaux), les Riverains et les Métamorphs.

## Récompense
- Tric Trac d'or  2013
- Deutscher Spiele Preis  2013
- Nederlandse Spellenprijs  2013[1]
- International Gamers Awards  multijoueur 2013